# Vico Morcote
Vico Morcote (in dialetto ticinese Vich Murcò) è un comune svizzero di 382 abitanti del Canton Ticino, nel distretto di Lugano.

## Geografia fisica
Vico Morcote è situato in posizione panoramica sul Lago di Lugano.

## Monumenti e luoghi d'interesse

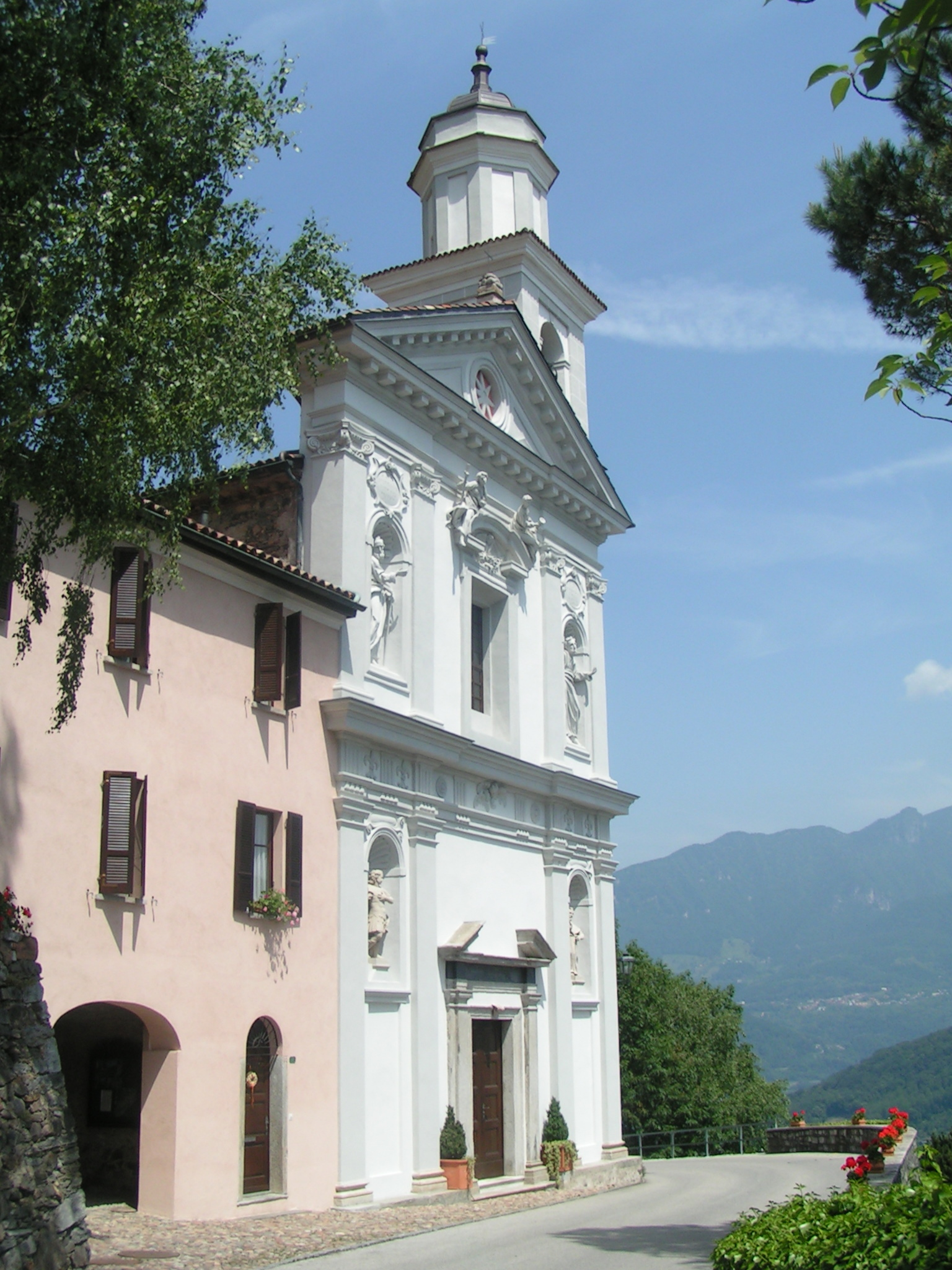
La chiesa dei Santi Fedele e Simone

- Chiesa dei Santi Fedele e Simone, eretta nel 1591-1625[1].

## Società

### Evoluzione demografica
Da primavera ad autunno il numero dei residenti arriva a mille. L'evoluzione demografica è riportata nella seguente tabella:
Abitanti censiti

## Amministrazione
Ogni famiglia originaria del luogo fa parte del cosiddetto comune patriziale e ha la responsabilità della manutenzione di ogni bene ricadente all'interno dei confini del comune.